# Першина Ірина Миколаївна
Ірина Миколаївна Першина (рос. Ирина Николаевна Першина; нар. 23 березня 1971) — радянська та російська футболістка казахського походження, воротар.

## Життєпис
З 1989 по 1992 рік виступала за команду «Шагала» (Гур'єв).
Запрошена до ЦСК ВПС 1993 року третім воротарем (до воротарів: Подойніциної та Сухан).
На сезон 1994 року прийнято рішення не залишати третього воротаря (до воротарів: Петько та Подойніциної) й Ірину віддали в оренду до тольяттінської «Лади», якому допомогла в дебютному сезоні посісти шосте місце у чемпіонаті, але допомогти вийти у фінал Кубку Росії не змогла: пропустивла м'яч на 75-й хвилині домашнього поєдинку ½ фіналу від воронезької «Енергії» (0:1).
У чемпіонаті 1995 року повернена з оренди та провела за «ЦСК ВВС» у чемпіонаті 5 матчів, виходячи на заміну, у тому числі чотири матчі відстояла на «нуль» та один матч (½ фіналу проти «Калужанка») на «нуль» у кубку Росії.
У сезоні 1996 року була заявлена за ЦСК ВПС-2.

## Досягнення
- / Чемпіонат Росії
  -  Чемпіон (1): 1993
  -  Срібний призер (1): 1995

- Кубок Росії
  -  Фіналіст (1): 1995